# Atractides carolinensis
Atractides carolinensis är en kvalsterart som beskrevs av Hebeeb 1957. Atractides carolinensis ingår i släktet Atractides och familjen Hygrobatidae. Inga underarter finns listade.